# Ariana Greenblatt
Pour les articles homonymes, voir Greenblatt.
Ariana Greenblatt, née le 27 août 2007 à New York, est une actrice américaine.

## Biographie
Elle est d'origine portoricaine par sa mère et euro-américaine par son père, Shon Greenblatt, qui est également acteur.
Elle commence sa carrière à l'âge de 9 ans, lorsqu'elle décroche le rôle de Raina dans un épisode de la série télévisée de Disney Channel Liv et Maddie. Cependant, c'est son interprétation de Daphné Diaz dans une autre série de la chaîne, Harley, le cadet de mes soucis, qui lui permet d'accéder à une plus large notoriété,.
En 2018, elle interprète Gamora enfant dans le film de l'univers cinématographique Marvel Avengers: Infinity War.
Elle participe en 2018 à l'émission de télé-réalité Dancing with the Stars Juniors, parvenant jusqu'en finale.
En 2023, elle joue dans le film Barbie de Greta Gerwig, où elle incarne le personnage de Sasha, une adolescente qui est l'ancienne propriétaire de la protagoniste éponyme interprétée par Margot Robbie.

## Filmographie

### Cinéma
Longs métrages
- 2017 : Bad Moms 2 de Jon Lucas et Scott Moore : Lori
- 2018 : Avengers: Infinity War de Anthony et Joe Russo : Gamora enfant
- 2020 : Le Seul et Unique Ivan de Thea Sharrock : Julia
- 2020 : Love and Monsters de Michael Matthews : Minnow
- 2021 : D'où l'on vient de Jon Chu : Nina Rosario jeune
- 2021 : Awake de Mark Raso : Matilda Adams
- 2023 : 65 : La Terre d'avant de Scott Beck et Bryan Woods : Koa
- 2023 : Barbie de Greta Gerwig : Sasha
- 2024 : Borderlands de Eli Roth : Tiny Tina[7]
- 2025 : Insaisissables 3 (Now You See Me 3) de Ruben Fleischer
- 2025 : Fear Street: Prom Queen de Matt Palmer : Christy Renault

### Télévision
Séries télévisées
- 2015 : Liv et Maddie : Raina (1 épisode)
- 2016 - 2018 : Harley, le cadet de mes soucis : Daphné Diaz
- 2023 : Ahsoka : Ahsoka Tano jeune

Émissions télévisées
- 2018 : Dancing with the Stars Juniors (candidate)

### Doublage
Longs métrages
- 2020 : Scooby ! : Vera Dinkley enfant
- 2021 : Baby Boss 2 : Une affaire de famille : Tabitha Templeton

Séries télévisées
- 2022 - 2023 : Baby Boss : Retour au Berceau : Tabitha Templeton